# 四川料理
四川料理（しせんりょうり、中国語: 四川菜 Sìchuān cài、川菜 Chuān cài）は、狭義には、中国四川省の郷土料理。広義には、もともと四川省の一部であった重慶市はもとより、雲南省、貴州省などの周辺地域をも含めた、共通する特徴をもつ郷土料理の系統を指す。
中国四大料理（ないし八大料理）の一つ。中国での一般的な呼称は「川菜 チュアンツァイ、Chuān cài」。

## 概要
四川料理は、酸（酸味）・辣（辛味）・麻（しびれ）・苦（苦味）・甜（甘味）・香（香り）・鹹（塩味）の7つの味のうち、特に痺れるような辛さを意味する「麻辣」（マーラー málà）を味の特徴とする中華料理として知られる。
四川料理では「三椒」と呼ばれる3種類の香辛料が重用される。「三椒」とは辣椒（唐辛子）・花椒（山椒の同属異種のカホクザンショウ)・胡椒（コショウ）のことである。ただし、四川に唐辛子が伝来するのは明朝末期以降のことである（後述）。
他の調味料では、ソラマメの加工品である豆板醤（トウバンジャン）、黒大豆の加工品である豆豉（トウチ）、米を発酵させた酒醸（ジュウニヤン）などが頻繁に用いられる。五味をあわせもつ怪味ソースというものもある。
このように中国の他の地方の料理に比べて香辛料を多用するが、辛い料理が多い理由として、四川の成都は盆地で湿気が多く、唐辛子に含まれるカプサイシンの効果によって発汗を促すことで健康を保つためだという説がある。スパイスを多く使うインド料理やタイ料理と同様、高温多湿の地域ならではの食の工夫がみられる。
これとは逆に、宴会料理では、砂糖を大量に使った極端に甘い料理や箸休めが辛い料理と交互に出されることもある。内陸という地域性を反映して元々は海産品を食材として使うことは少なく、野菜、鳥獣肉、穀類を主体としているが、近年は冷凍食品も普及していることから、海産食材も取り入れられている。
なお、4千とも6千ともいわれる四川料理のうち3〜4割は特段辛味をもつ料理ではないといわれている。
四川省の中でも成都を本場とする。四川料理は中国各地に専門店が存在しており、「正真正銘・正統派の四川料理」という意味の「正宗川味」という看板をよく見かける。なお、現在の行政区分では四川省でも、西部の山岳地域はもともとチベットが領土を有していた時代のカム、そして西北部はアムドであり、それぞれ後に四川省と青海省に分割されたものの、料理はチベット料理が主体の地域となっている。

## 歴史
四川料理の形式が形成されたのは秦の始皇帝の時期から三国時代にかけてといわれている。三国時代には、食材の選択や切り方、調味料の使用、調理時間、調理方法などがほぼ出来上がった。唐代には宮廷にも知られるようになり中華料理の中で重要なものになっていったといわれている。
ただし、四川に唐辛子が伝来するのは明朝末期から清朝の初頭にかけてで、それまで四川料理は辛みを特徴とする料理ではなかった。もともと四川はサトウキビ栽培をはじめとする砂糖生産が盛んで、特に唐から宋の時代にかけて四川では甘いものが好まれたといわれている。さらに元から明の時代にかけて四川南部の自貢で製塩が盛んになり次第に濃い味付けに変化したといわれている。

### 日本における四川料理
福建料理、広東料理が先に広まり、次いで満州料理が広まっていた日本においては、第二次世界大戦後まで四川料理へのなじみは薄かった。
東京で四川料理店を開いた陳建民がNHKの料理番組『きょうの料理』で四川料理の作り方を紹介したことから、日本国内に広まっていった。また、その際に、多くの日本人の口に合うよう麻婆豆腐の辛さを調整したり、日本国内で入手しやすい代替食材を用いたレシピにアレンジして紹介している。一例として、回鍋肉の場合は、四川料理では芽ニンニクを用いるが、陳建民アレンジではキャベツを用いる。味付けも陳建民アレンジでは甜麺醤を用いて甘く仕上げるといった大きな違いもある。また、乾焼蝦仁のアレンジにおいては辛さを抑える他に、本来干しエビを使うのだが日本では生や冷凍のむきエビが簡単に入手できたこと、それらを総合して調理法を簡素化したことでエビのチリソース煮が完成した。
麻婆茄子や麻婆春雨など、日本人がアレンジして独自の料理として昇華したものも存在する。

## 三派
中国では四川料理は三つの派に分類されている。
- zh:成都派こと蓉派（上河帮）
- zh:重慶派こと渝派（下河帮）
- zh:自貢派こと鹽幫派（小河帮）

## 代表料理
以下に、四川料理の代表とされる料理を例示する。
日本国内においては、上述のように日本風に大きくアレンジされた料理もあり、同じ料理名でも異なった内容で提供されていることもある。
代表的な四川料理
- 麻婆豆腐
- 担担麺
- 回鍋肉
- 棒棒鶏
- 宮保鶏丁
- 魚香肉絲
- 辣子鶏
- 青椒肉絲

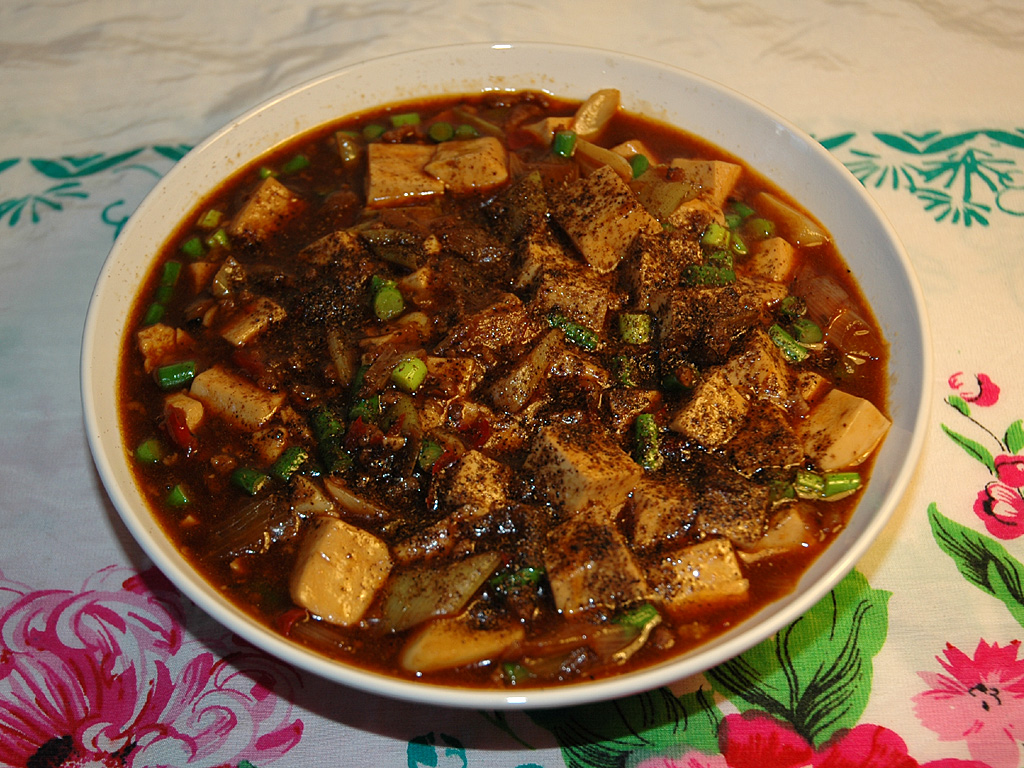
麻婆豆腐
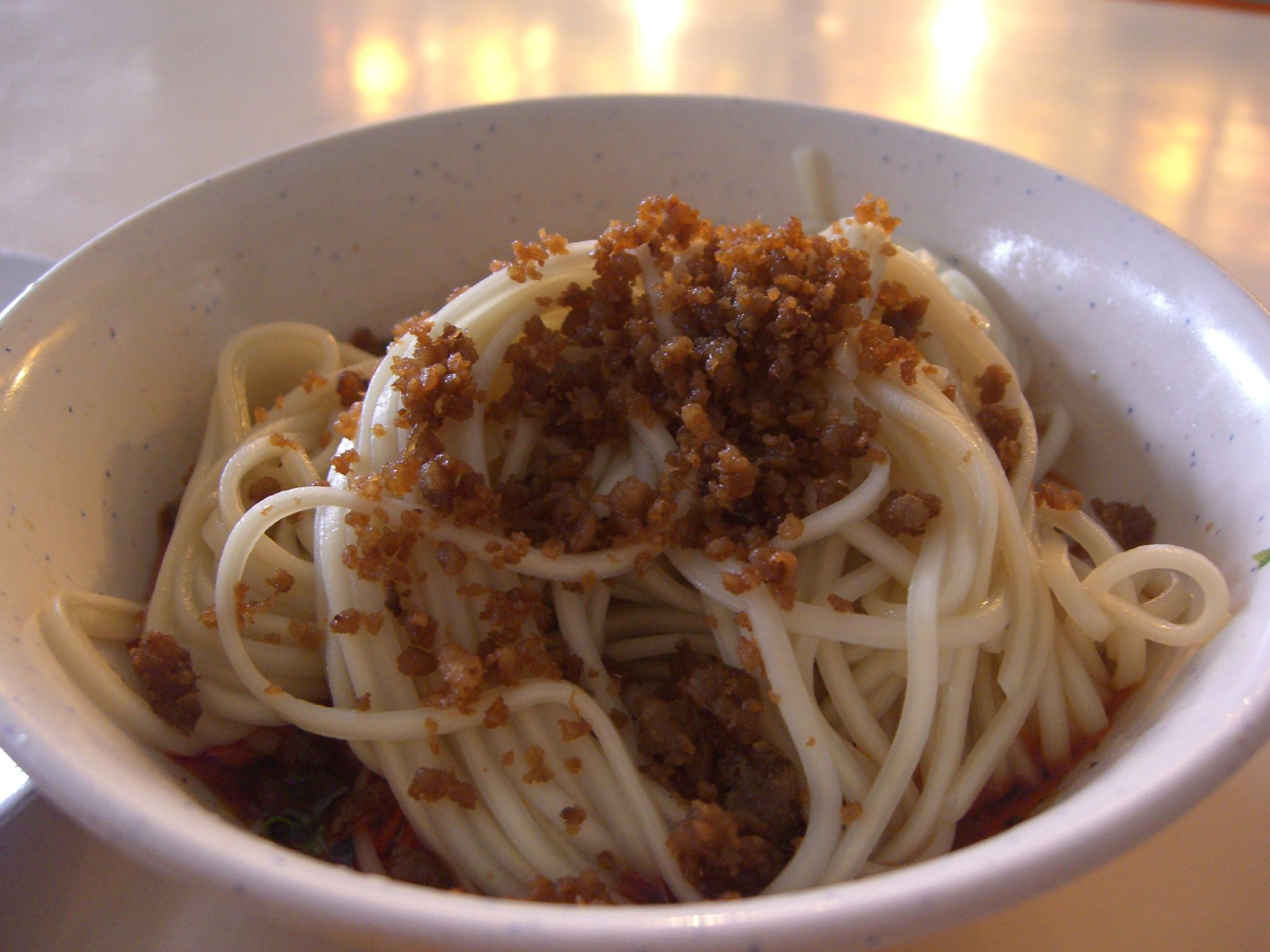
担担麺
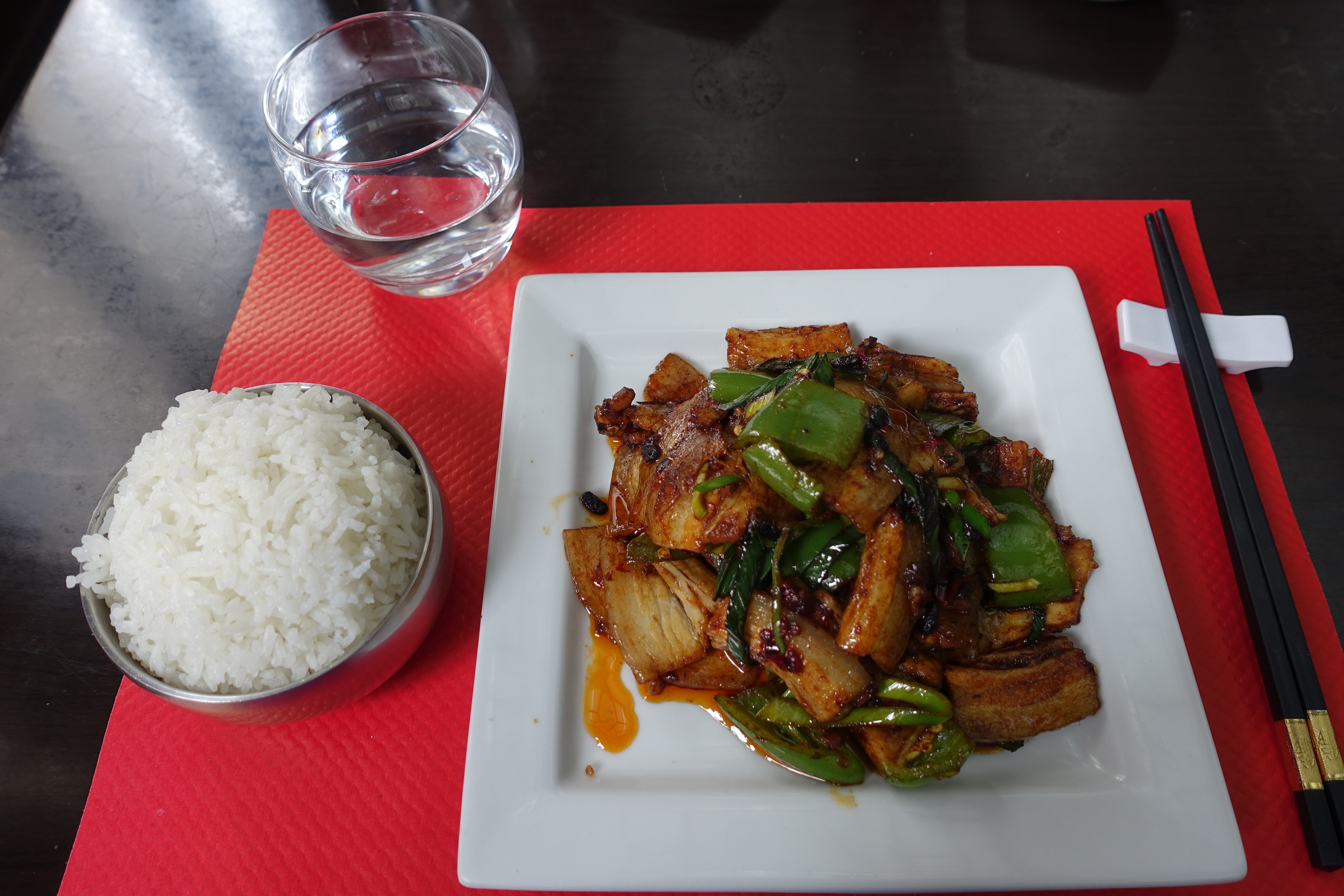
回鍋肉
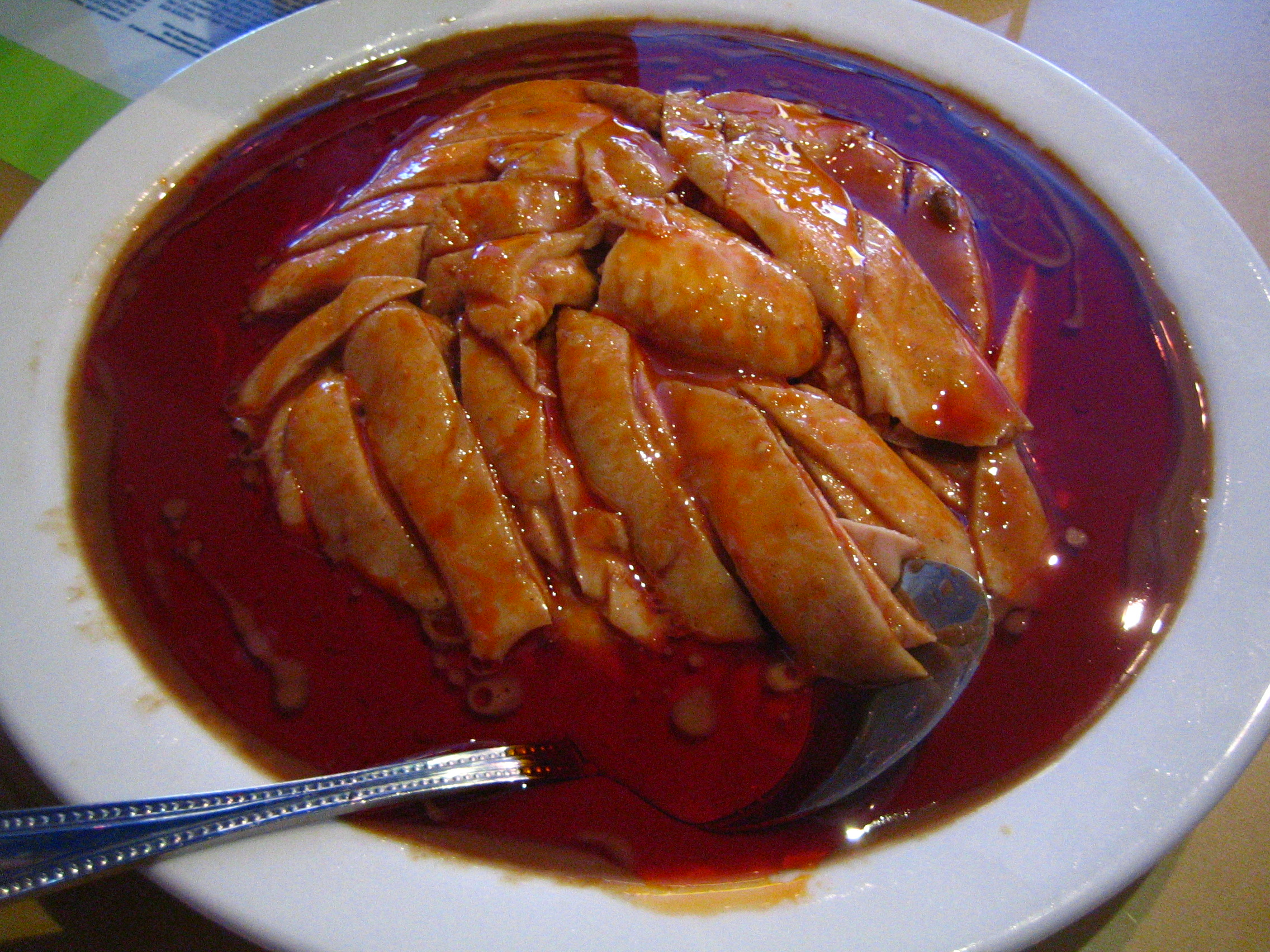
棒棒鶏
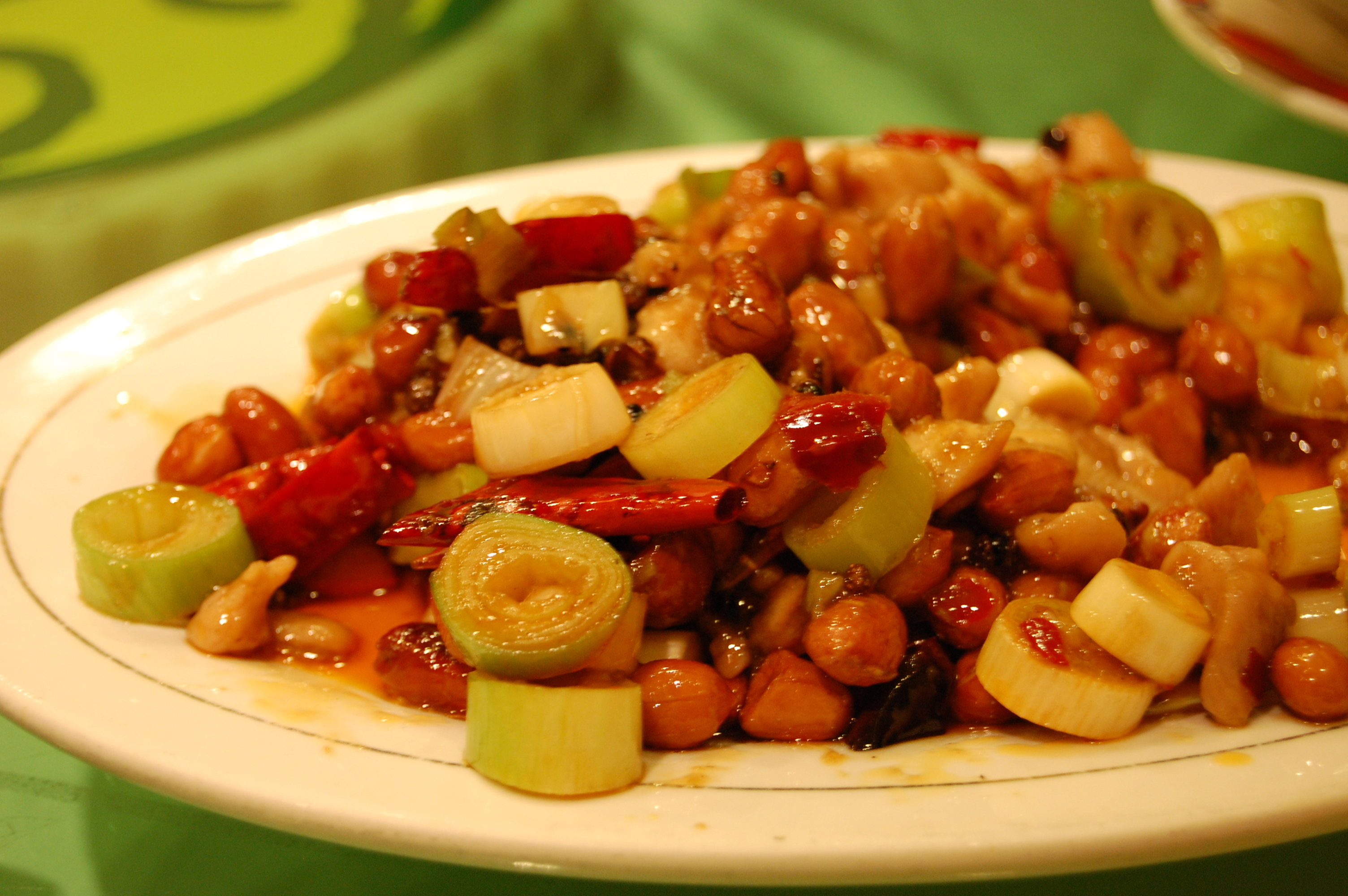
宮保鶏丁
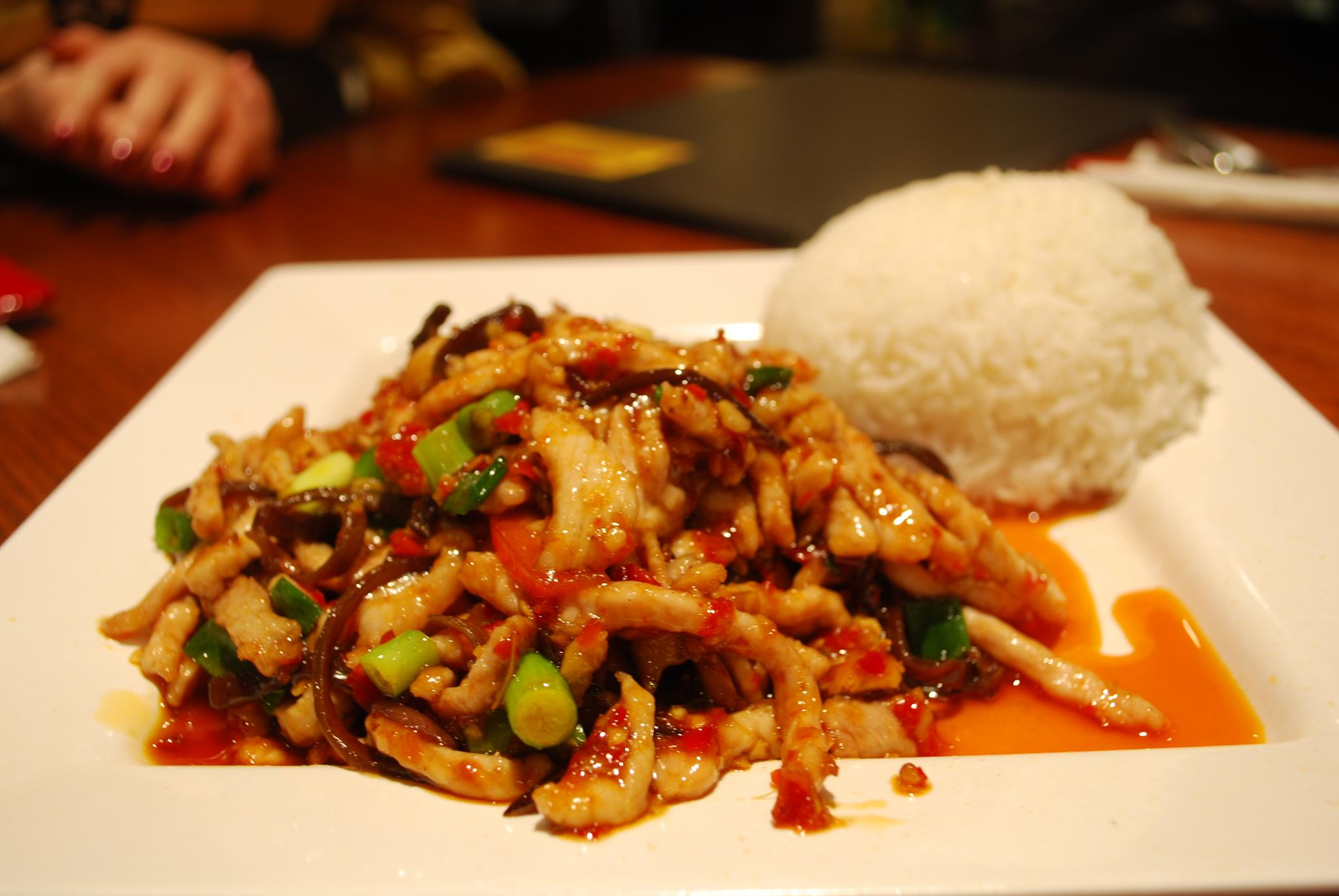
魚香肉絲
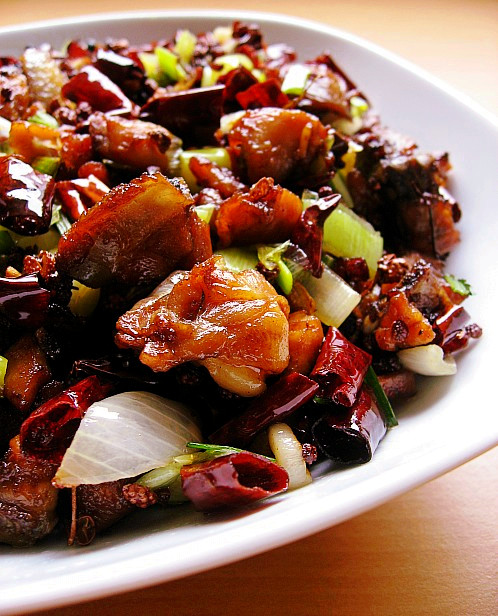
辣子鶏
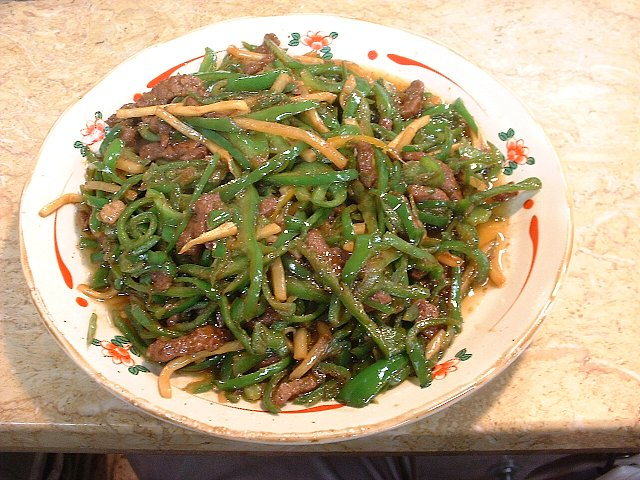
青椒肉絲

この他の四川料理については、Category:四川の食文化も参照のこと。

## トピック

### 火鍋
四川料理の火鍋（四川火鍋）は辛味のあるスープと辛味のないスープの2種類からなる一般的なものから、地元で食べられている辛いスープだけのものなどがあり特徴的な料理として知られる。